# Première Ligue de Soccer du Québec 2019
La Première Ligue de Soccer du Québec 2019 è stata l'ottava edizione della Première Ligue de Soccer du Québec. La stagione è iniziata il 4 maggio 2019 ed è terminata il 1 settembre 2019. Rispetto alla stagione precedente si è aggiunto il Monteuil.

## Formula
Il campionato è composto da 9 squadre, ognuna delle quali incontra le altre due volte. La squadra che ottiene più punti al termine della stagione regolare viene dichiarata campione. Non esiste un meccanismo di promozioni e retrocessioni con altri campionati. Al termine del campionato viene disputata anche una coppa di lega.
La squadra vincitrice del campionato si sarebbe dovuta qualificare al Canadian Championship 2020, ma a causa della pandemia di COVID-19 del 2020 la formula della coppa nazionale è stata modificata e alla vincitrice della PLSQ 2019 è stato garantito un posto nell'edizione 2021.

## Partecipanti
| Squadra              | Città      | Regione            | Stadio                    |
| -------------------- | ---------- | ------------------ | ------------------------- |
| Blainville           | Blainville | Laurentides        | Stade du Parc Blainville  |
| Dynamo de Québec     | Québec     | Capitale-Nationale | Polyv. L'Ancienne-Lorette |
| Fabrose              | Laval      | Laval              | Parc Cartier              |
| Gatineau             | Gatineau   | Outaouais          | Mont-Bleu                 |
| Lanaudière-Nord      | Terrebonne | Lanaudière         | Stade André-Courcelles    |
| Longueuil            | Longueuil  | Montérégie         | Centre Multi Sport 1      |
| Monteuil             | Laval      | Laval              | Parc Cartier              |
| Mont-Royal Outremont | Mont-Royal | Montréal           | Rec de Mont-Royal         |
| St-Hubert            | Longueuil  | Montérégie         | Parc Rosanne-Laflamme     |

## Classifica
Aggiornato al 1º settembre 2019.
|  | Pos. | Squadra              | Pt | G  | V  | N | P  | GF | GS | DR  |
|  | ---- | -------------------- | -- | -- | -- | - | -- | -- | -- | --- |
|  | 1.   | Blainville           | 37 | 16 | 11 | 4 | 1  | 43 | 12 | +31 |
|  | 2.   | Mont-Royal Outremont | 37 | 16 | 11 | 4 | 1  | 41 | 12 | +29 |
|  | 3.   | Dynamo de Québec     | 27 | 16 | 7  | 6 | 3  | 31 | 23 | +8  |
|  | 4.   | Fabrose              | 26 | 16 | 7  | 5 | 4  | 30 | 21 | +9  |
|  | 5.   | St-Hubert            | 24 | 16 | 7  | 3 | 6  | 25 | 25 | 0   |
|  | 6.   | Monteuil             | 24 | 16 | 6  | 6 | 4  | 27 | 23 | +4  |
|  | 7.   | Lanaudière           | 11 | 16 | 3  | 2 | 11 | 27 | 51 | -24 |
|  | 8.   | Longueuil            | 10 | 16 | 2  | 4 | 10 | 23 | 45 | -22 |
|  | 9.   | Gatineau             | 2  | 16 | 0  | 2 | 14 | 12 | 47 | -35 |

Note:
Blainville campione perché in vantaggio negli scontri diretti.

### Risultati
|                      | BLA  | DYQ  | FAB  | GAT  | LAN  | LON  | MON  | MRO  | SHU  |
| -------------------- | ---- | ---- | ---- | ---- | ---- | ---- | ---- | ---- | ---- |
| Blainville           | –––– | 1-1  | 1-2  | 4-0  | 6-1  | 0-0  | 1-0  | 3-1  | 1-1  |
| Dynamo de Québec     | 1-3  | –––– | 2-1  | 8-1  | 2-1  | 1-1  | 1-1  | 0-5  | 2-0  |
| Fabrose              | 1-2  | 2-2  | –––– | 2-2  | 3-2  | 3-1  | 0-0  | 1-4  | 1-1  |
| Gatineau             | 0-2  | 1-3  | 0-2  | –––– | 2-3  | 1-6  | 0-2  | 0-3  | 2-3  |
| Lanaudière           | 1-6  | 2-2  | 0-4  | 1-0  | –––– | 2-2  | 2-5  | 1-4  | 1-2  |
| Longueuil            | 1-3  | 0-1  | 2-3  | 0-0  | 3-7  | –––– | 0-6  | 0-3  | 1-3  |
| Monteuil             | 0-7  | 3-1  | 0-2  | 3-2  | 2-1  | 2-2  | –––– | 1-2  | 2-2  |
| Mont-Royal Outremont | 2-2  | 1-1  | 2-1  | 3-0  | 5-1  | 4-1  | 0-0  | –––– | 2-1  |
| St-Hubert            | 0-1  | 0-3  | 0-3  | 2-1  | 3-1  | 5-1  | 1-0  | 1-1  | –––– |

## Coppa di Lega
La finale di coppa si è tenuta il 12 ottobre 2019. 

### Girone A
| Squadra              | Pt | G | V | N | P | GF | GS | DG |
| -------------------- | -- | - | - | - | - | -- | -- | -- |
| Mont-Royal Outremont | 4  | 2 | 1 | 1 | 0 | 2  | 0  | +2 |
| Monteuil             | 3  | 2 | 1 | 0 | 1 | 3  | 2  | +1 |
| Lanaudière-Nord      | 1  | 2 | 0 | 1 | 1 | 0  | 3  | -3 |

### Girone B
| Squadra          | Pt | G | V | N | P | GF | GS | DG |
| ---------------- | -- | - | - | - | - | -- | -- | -- |
| Blainville       | 4  | 2 | 1 | 1 | 0 | 3  | 2  | +1 |
| Dynamo de Québec | 3  | 2 | 1 | 0 | 1 | 4  | 2  | +2 |
| Gatineau         | 1  | 2 | 0 | 1 | 1 | 1  | 4  | -3 |

### Girone C
| Squadra   | Pt | G | V | N | P | GF | GS | DG |
| --------- | -- | - | - | - | - | -- | -- | -- |
| Fabrose   | 4  | 2 | 1 | 1 | 0 | 4  | 1  | +3 |
| St-Hubert | 4  | 2 | 1 | 1 | 0 | 4  | 2  | +2 |
| Longueuil | 0  | 2 | 0 | 0 | 2 | 1  | 6  | -5 |

### Tabellone finale
|  | Semifinali           | Semifinali |  |         | Finale               | Finale |
|  |                      |            |  |         |                      |        |
|  | Blainville           | 1 (3)      |  |         |                      |        |
|  | Blainville           | 1 (3)      |  |         |                      |        |
|  | Fabrose (dtr)        | 1 (4)      |  |         |                      |        |
|  | Fabrose (dtr)        | 1 (4)      |  | Fabrose | 2                    |        |
|  |                      |            |  | Fabrose | 2                    |        |
|  |                      |            |  |         | Mont-Royal Outremont | 0      |
|  | Mont-Royal Outremont | 6          |  |         | Mont-Royal Outremont | 0      |
|  | Mont-Royal Outremont | 6          |  |         |                      |        |
|  | St-Hubert            | 2          |  |         |                      |        |
|  | St-Hubert            | 2          |  |         |                      |        |

## Statistiche

### Squadre

#### Capoliste solitarie
|                      | ——                   | ——                   | ——                   | ——                   | ——                   | ——                   | ——         | ——         | ——         | ——         | ——                   | ——                   | ——                   | ——                   | ——                   | ——         | ——         | ——         | —— |  |
| Mont-Royal Outremont | Mont-Royal Outremont | Mont-Royal Outremont | Mont-Royal Outremont | Mont-Royal Outremont | Mont-Royal Outremont | Mont-Royal Outremont | Blainville | Blainville | Blainville | Blainville | Mont-Royal Outremont | Mont-Royal Outremont | Mont-Royal Outremont | Mont-Royal Outremont | Mont-Royal Outremont | Blainville | Blainville | Blainville |    |  |
|                      |                      |                      |                      |                      |                      |                      |            |            |            |            |                      |                      |                      |                      |                      |            |            |            |    |  |
|                      |                      |                      |                      |                      |                      |                      |            |            |            |            |                      |                      |                      |                      |                      |            |            |            |    |  |
| 1ª                   | 2ª                   | 3ª                   | 4ª                   | 5ª                   | 6ª                   | 7ª                   | 8ª         | 9ª         | 10ª        | 11ª        | 12ª                  | 13ª                  | 14ª                  | 15ª                  | 16ª                  | 17ª        | 18ª        | 19ª        |    |  |

#### Primati stagionali
Aggiornati Al 1º settembre 2019.
Squadre
- Maggior numero di vittorie: Blainville, Mont-Royal Outremont (11)
- Maggior numero di pareggi: Dynamo de Québec, Monteuil (6)
- Maggior numero di sconfitte: Gatineau (14)
- Minor numero di vittorie: Gatineau (0)
- Minor numero di pareggi: Gatineau, Lanaudière (2)
- Minor numero di sconfitte: Blainville, Mont-Royal Outremont (1)
- Miglior attacco: Blainville (43 gol fatti)
- Peggior attacco: Gatineau (12 gol fatto)
- Miglior difesa: Blainville, Mont-Royal Outremont (12 gol subiti)
- Peggior difesa: Lanaudière (51 gol subiti)
- Miglior differenza reti: Blainville (+31)
- Peggior differenza reti: Gatineau (-35)

### Individuali

#### Classifica marcatori
| Gol | Rigori |  | Giocatore             | Squadra              |
| --- | ------ |  | --------------------- | -------------------- |
| 13  |        |  | Felipe Costa de Souza | Monteuil             |
| 11  |        |  | Pierre-Rudolph Mayard | Blainville           |
| 11  |        |  | Adama Sissoko         | Mont-Royal Outremont |
| 10  |        |  | Mohamed Diallo        | Monteuil             |
| 10  |        |  | Bonano Gnenago        | Dynamo de Québec     |
| 10  |        |  | Mouad Ouzane          | Mont-Royal Outremont |